# D27 (hunebed)

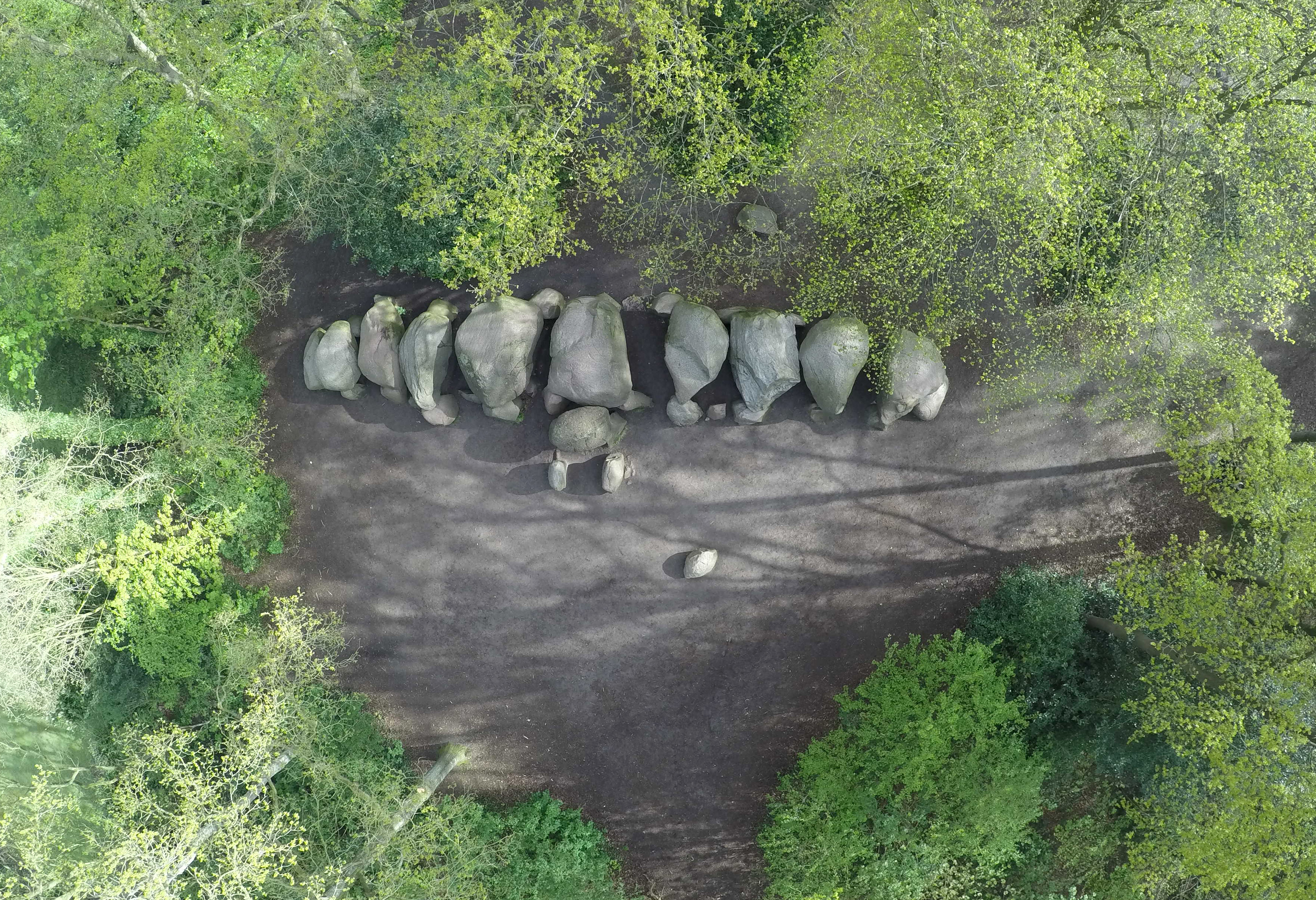
Hunebed Borger vanuit de lucht

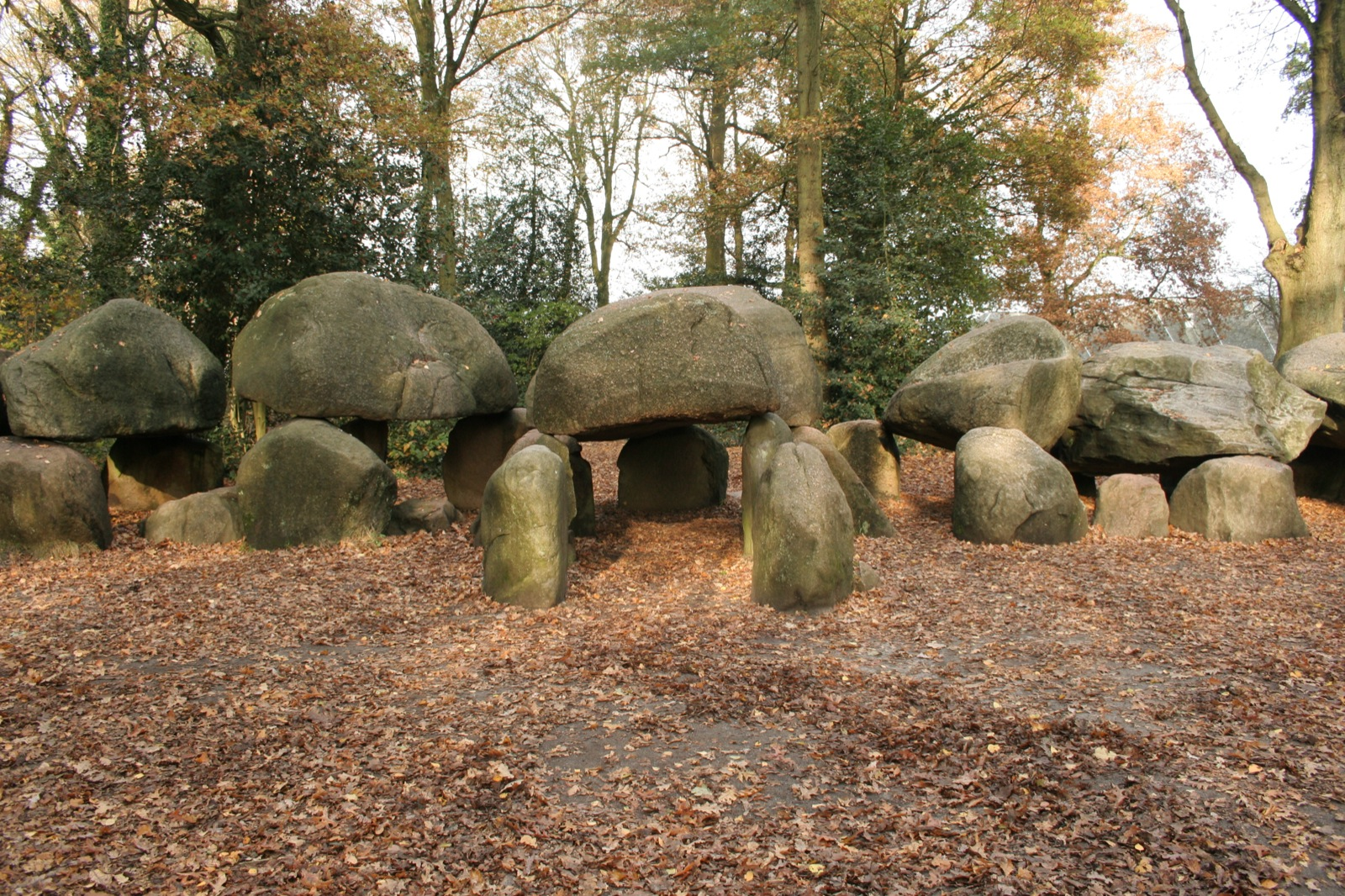
De poortstenen aan de zuidkant

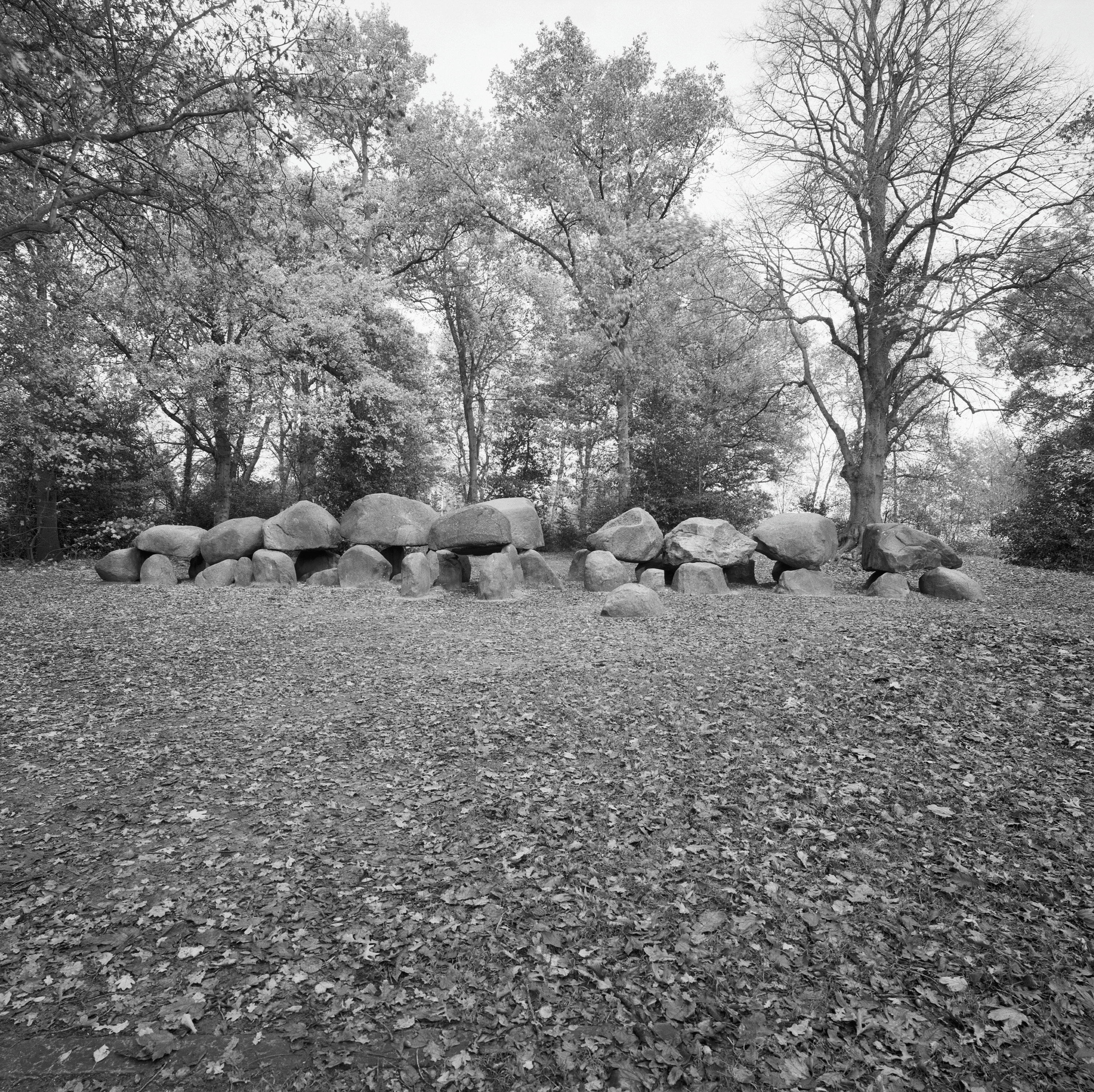
Het hunebed in 2000

Hunebed D27 ligt aan de noordoostzijde van Borger in de Nederlandse provincie Drenthe. Het ganggraf is het grootste hunebed van Nederland.
Vlak bij dit hunebed ligt het, door Aldo van Eyck ontworpen en in 2005 gereedgekomen hunebedcentrum.

## Bouw
Het hunebed D27 bevat negen dekstenen op 26 draagstenen en twee sluitstenen en een complete poort met vier poortstenen en een deksteen. Twee keien in de buurt zijn mogelijk kransstenen geweest.
Het hunebed is 22,6 meter lang en 4,1 meter breed.
Tussen Borger en Buinen liggen ook de hunebedden D28 en D29.

## Geschiedenis
In 1809 heeft Lodewijk Napoleon het monument bezocht.
R. Westerhoff vermeldt in 1835 een steenkrans.
In 1903 is een dennenbosje nabij het hunebed gekapt; op deze plek werd een Engelse tuin aangelegd.
In 1907 wordt een subsidie toegekend voor verbetering (legaliseering) en verfraaiing (beplanten met kastanjes) van de weg naar het hunebed.
In 1908 wordt bekend dat er bordjes in het dorp geplaatst zullen worden, die samen met de opgeknapte weg moeten zorgen voor meer bezoekers.
Van Giffen vermeldt dat dekstenen 5 en 6 twee helften van één steen zijn.
De bodem van het hunebed is in opdracht van het Hunebedcentrum gescand om te bezien of er zich nog archeologische voorwerpen in de bodem bevinden. Scannen heeft als voordeel, dat het bodemarchief niet wordt verstoord. De scan brengt veel nieuwe zaken aan het licht, het hunebed zal daarom nog verder worden onderzocht. Het toont aan dat er dertig of veertig centimeter onder het hunebed een keienvloer is met daaronder structuren.
In 2018 werden napjes op het hunebed ontdekt

## Society of Antiquaries[14]
In Engeland ontstond in de jaren zeventig van de 19e eeuw bezorgdheid over de wijze waarop in Nederland hunebedden werden gerestaureerd. In die kringen was men vooral bezorgd dat met de restauraties het oorspronkelijk beeld van de situatie verloren zou gaan. De directeur van de Society of Antiquaries in Londen verzocht de oudheidkundigen William Collings Lukis en sir Henry Dryden om de staat waarin de hunebedden zich op dat moment bevonden nauwkeurig vast te leggen. Zij bezochten in juli 1878 Drenthe en brachten veertig hunebedden op de Hondsrug in kaart. Ze hebben opmetingen verricht en beschreven de aangetroffen situatie, die zij tevens vastlegden in een serie aquarellen. Hun rapportage aan de Society of Antiquaries verscheen echter niet in druk. Hun materiaal werd bewaard bij de Society of Antiquaries, het Guernsey Museum & Art Gallery en het Drents Museum. Het Ashmolean Museum in Oxford bezit kopieën van hun werk. In 2015 publiceerde de Drentse archeoloog dr. Wijnand van der Sanden alsnog hun werk. Hij voorzag hun materiaal van een uitgebreide inleiding. Ook schetste hij de ontwikkelingen met betrekking tot het archeologisch onderzoek van de hunebedden na hun onderzoek tot 2015. Hij gaf als oordeel dat het werk van Lukis en Dryden van hoge kwaliteit was. In het Drents Museum was in 2015 een tentoonstelling over het werk.
Hunebed D27 is weergegeven op Plan XXIV: Het hunebed had vijfentwintig draagstenen en negen dekstenen. De ingang lag op het zuiden. Er waren waarschijnlijk oorspronkelijk tien dekstenen. De drie dekstenen aan de oostkant waren van de draagstenen gegleden, de vierde lag op de grond. De zevende en achtste deksteen lagen nog in positie. Aan de noordoostelijke kant van het hunebed was nog een deel van de dekheuvel aanwezig. Er werden enkele fragmenten van urnen, zowel onversierd als met ornamenten, gevonden. In 1874 werd een complete urn gevonden op een veld vlak bij dit hunebed. Lukis vermeldde dat verteld werd dat Titia Brongersma het hunebed in 1685 zou hebben onderzocht en enkele urnen gevonden zou hebben.

## Poëzie
De geoloog Hartogh Heys van Zouteveen maakte het volgende gedicht op het hunebed van Borger:
Het hunebed te Borger

Wat machtig hoofd of held rust onder dit gesteente.
vergeten is zijn roem, tot as werd zijn gebeente!
Zijn stam, zijn volk verging; hoe groot wellicht hun faam
In 't grijs verleden was, voor eeuwig is hun naam,
Gelijk ook die van hem, wiens stof hier rust, vergeten!
Nooit zal historie iets van hunne daden weten!
Van hun bestaan, van wat weleer hier is geschied,
 Getuigen thans alleen deez' klompen van graniet.
Hermanus Hartogh Heys van Zouteveen (1841-1891)

## Titia Brongersma

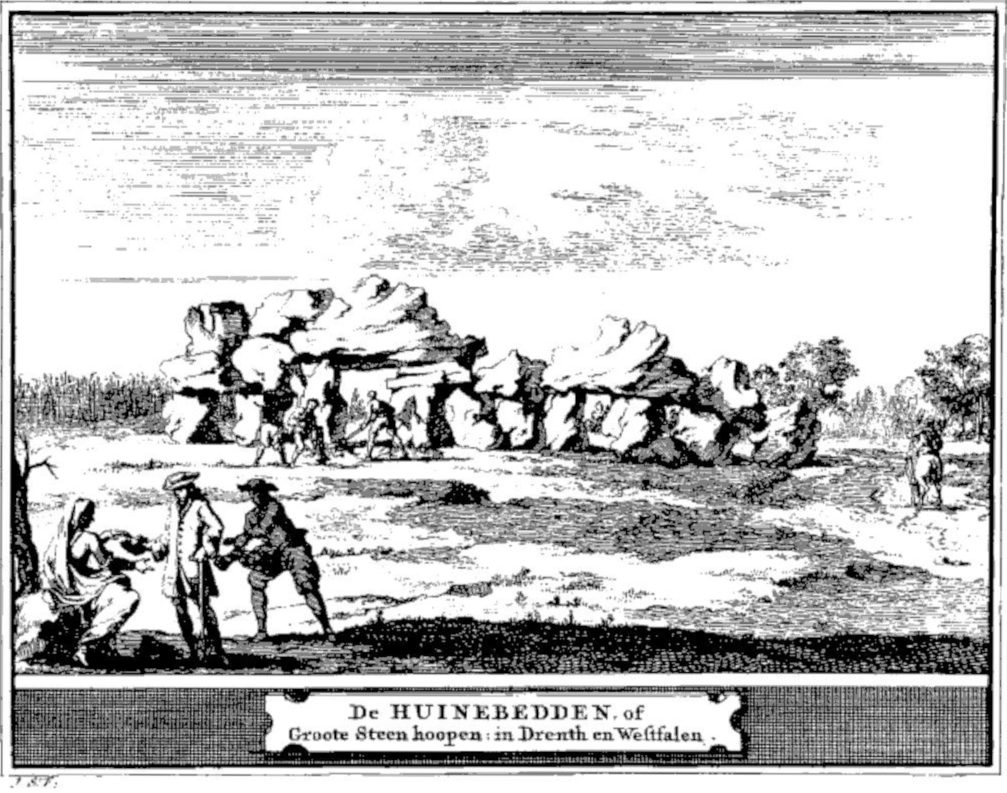
Gravure van de opgraving van "opgestapelde stenen" in Borger door Titia Brongersma (op 11 juni 1685). Gravure van J. Schijnvoet, 1711

Met Pinksteren 1685 bracht de Friese dichteres Titia Brongersma een bezoek aan Jan Laurens (Lentinck), schulte van Borger. Dit bezoek was aanleiding voor Titia om het hunebed te laten opgraven. Dit was het eerste archeologisch onderzoek van Nederland.
Ze vond veel kiezelstenen die straatgewijs naast elkaar waren gelegd. Daaronder trof ze vele ronde potten met een bruinblauwe of donkerrode kleur. Enkele hadden twee en andere hadden vier oren. Deze potten vielen uiteen en er kwamen doodsbeenderen en as tevoorschijn. De Groningse dichter en oudheidkundige Ludolph Smids maakte naar aanleiding van deze opgraving een gedicht over een lijkbus die deze jonge vrouw aansprak.
Tot haar grote verbazing bleek het een oude begraafplaats te zijn en niet een door reuzen "opeengestapelde steenhoop". Het inspireerde haar tot het gedicht Loflied op 't hunebed (1686)
’k Sta als verbaasd deez’ steenmijt aan te schouwen.
’t Schijnt dat weleer het dappere Hunnenschap
daar heeft gewild een denk-plaats op te bouwen
om zo te streven op de eretrap.
Neen, ’t is gestapel waar een drom van reuzen
door wraak gehitst het godendom bestreed,
doch die men zag tot mortel zelfs verkneuzen
door ’t bliksemvuur van Mulciber gesmeed.
Of ’t zijn alleen getorste piramiden,
of tomben, want dit grove berggewas
besluit in haar gewelfsel van voortijden
nog, als bewijs, geheiligde offer-as.
Neen, ’t is veeleer Natura’s marmeren tempel,
waarin zij wil dat men haar godheid eert,
en aan de voet haars negentallige drempels
niets anders dan een lofgezang begeert.
Laat Thebe vrij nog pochen op haar muren,
die schier in ’t hoog bereikten ’t wolkgespan,
dit rotsgevaart zal langer kunnen duren.
Geen kracht, hoe groot, haar force kwetsen kan.
Kom nimfjes, en gij Drentse herderreien!
Bepronk met loof dit Borger steenpaleis!
Wil top en kruin met bloemen overspreien.
Schenk aan Natuur daarvan haar deel en eis.
Ik neurie dan met hese en schorre tonen
(’t zij wat het wil) tot roem der wondre grot
een loflied en bereid de eiken kronen,
waarmee ’k bepruik het grote keienslot.